# Баллон-Сен-Марс
Баллон-Сен-Марс (фр. Ballon-Saint Mars) — муніципалітет у Франції, у регіоні Пеї-де-ла-Луар, департамент Сарта. Баллон-Сен-Марс утворено 1 січня 2016 року шляхом злиття муніципалітетів Баллон i Сен-Марс-су-Баллон. Адміністративним центром муніципалітету є Баллон. Населення — 2266 осіб (01.01.2021).